# Greenville (Missouri)
Greenville ist eine City in und Verwaltungssitz von Wayne County im Südosten des US-Bundesstaates Missouri mit 443 Einwohnern (Stand: Volkszählung 2020).

## Lage
Der Ort liegt am Rande der Ozark Mountains inmitten einer hügeligen Waldlandschaft. Die Route 67, die von Chicago im Norden an den Golf von Mexiko im Süden führt, führt direkt durch Greenville hindurch.
Die nächstgrößere Stadt mit größeren Einkaufsmöglichkeiten und einem Kino ist Poplar Bluff und liegt ca. 30 Meilen südlich von Greenville. Man erreicht sie über die Route 67. Greenville liegt ungefähr auf der Hälfte der Strecke von St. Louis nach Memphis (Tennessee) an der Grenze zu Arkansas und nicht weit vom Mississippi entfernt.

## Gebäude
Der kleine Ort besteht im Allgemeinen neben einer Reihe kleiner Wohnhäuser aus dem Verwaltungs- und Gerichtsgebäude (Greenville ist Verwaltungssitz des Wayne County), einer Bank, zwei Tankstellen, einem Supermarkt, einem Imbiss und einem Restaurant.

## Schulen
Greenville verfügt über einen Kindergarten mit angeschlossener Grundschule (Elementary School) und eine kleine, kombinierte Junior High School (Mittelstufe) und High School (Oberstufe) mit insgesamt 762 Schülern und 57 Lehrern. Die Farben der Schulen sind rot und schwarz. Das Maskottchen ist der Bär. Die populärsten Sportarten an den Schulen sind Basketball, Baseball (Mädchen: Softball), Volleyball (nur Mädchen) und Golf.

## Sehenswürdigkeiten
Bekannt ist das Gebiet des Wayne County vor allem bei Campern und Urlaubern aus allen Teilen der USA für seinen künstlichen Stausee, den Lake Wappapello. Sie campen auf einem der vielen kleinen Wohnmobilstellplätze und fahren zum gemütlichen Fischen mit Pontonbooten auf den See. Rund um den großen See mit seinen unzähligen Seitenarmen liegt außerdem der Mark Twain National Forest, ein Naturschutzgebiet. In den Laubwäldern lebt viel Wild. Es bietet auch einen idealen Lebensraum für viele Vögel, Nagetiere und Schlangen. Auch Bären und Raubkatzen werden des Öfteren gesichtet. Jagen ist hier ein sehr beliebtes Hobby. 

## Zeitungen
Die einzige lokale Zeitung ist das wöchentlich erscheinende Wayne County Journal Banner.

## Bevölkerung
Im Jahre 2003 lebten in Greenville 445 Menschen, wovon 190 männlich und 255 weiblich waren. Das Durchschnittsalter betrug 41,8 Jahre. Das durchschnittliche Haushaltseinkommen lag bei 28.214 $ und liegt damit mehr als 30 % unter dem US-amerikanischen Durchschnitt. 96,3 % der Einwohner waren Weiße, 1,3 % Hispanisch und 1,3 % waren Indianer. 27,1 % der Einwohner waren amerikanischen Ursprungs, 14 % deutschen Ursprungs, 10 % haben Vorfahren in England, 9,1 % in Irland und 1,6 % in Frankreich. 9 % der Bürger über 25 haben einen Hochschulabschluss.
Der ZIP Code der Stadt ist 63944.